# Mercury Rev

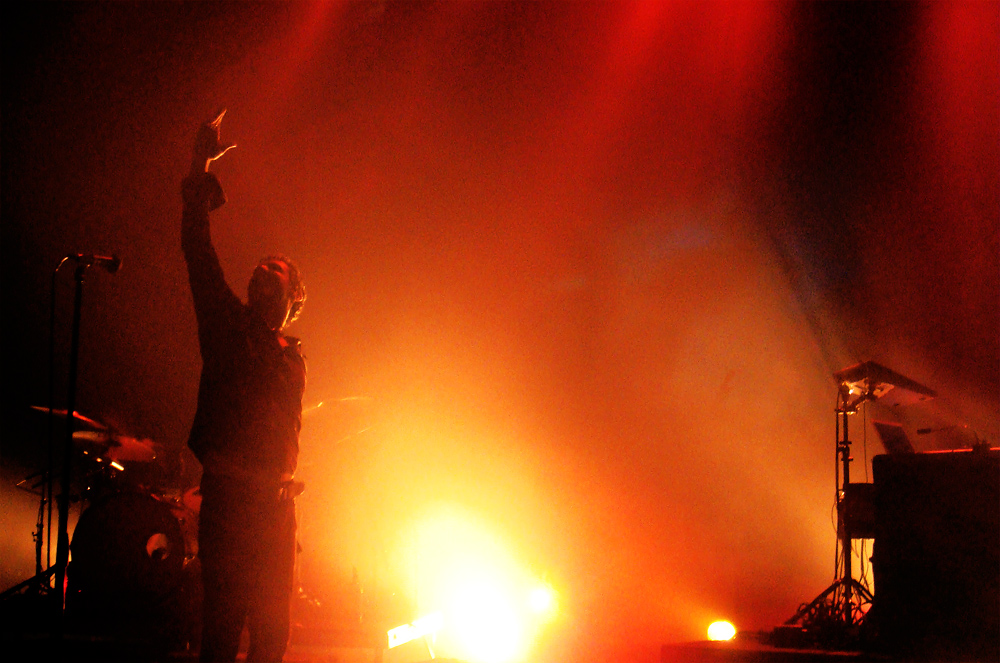
Mercury Rev tijdens een optreden in Kopenhagen, Denemarken, in 2008.

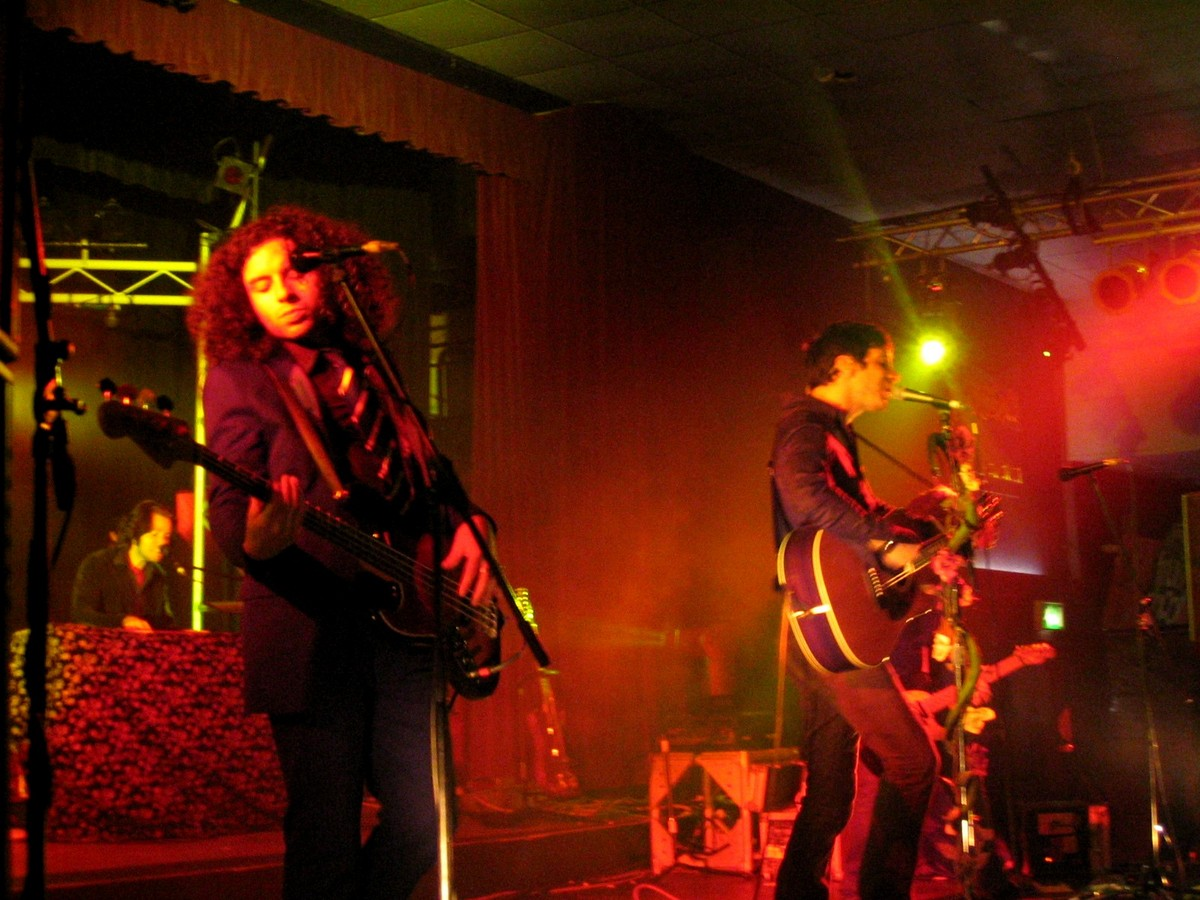
Mercury Rev in 2004.

Mercury Rev is een Amerikaanse psychedelische rockband die constant in ontwikkeling is en veel invloeden bundelt. De band werd opgericht aan de universiteit van Buffalo en heeft als thuisbasis de Catskill Mountains in New York. De twee overgebleven originele leden, Jonathan Donahue en Sean "Grasshopper" Mackowiak, vormen de kern van een groep met veel personeelswisselingen door de jaren heen. Mercury Rev staat bekend om hun filmische, neo-psychedelische muziek met een geluidspalet dat sporen bevat van psychedelische muziek van de jaren 60 tot de jaren 80, alternatieve rock, jazz, klassiek, minimalistische muziek, noise, pop, ambient, soundtracks en vele andere genres.
Mercury Rev ontstond in 1989 in Buffalo, New York uit een andere groep, Shady Crady. Pas eind jaren negentig brak de groep door, net zoals het aan hun stijl verwante The Flaming Lips, waarvan Jonathan Donahue ook kort lid was. De definitieve internationale doorbraak kwam met het album "Deserter's Songs" dat uitkwam in 1998.

## Geschiedenis

### De kinderjaren van Jonathan Donahue en Sean Mackowiak
Jonathan Donahue werd geboren en groeide op in het nabij Woodstock gelegen Kingston (in de Catskill Mountains). Sean Mackowiak werd geboren in Dunkirk, New York. Als kind studeerde Mackowiac clarinet. Hij maakte op jonge leeftijd kennis met muziek door zijn oom, een werknemer van Atlantic Records, die hem een doos platen schonk die van grote invloed zou blijken te zijn. Zo werd hij geintroduceerd aan invloedrijke jazzmuzikanten als John Coltrane, Ornette Coleman, Miles Davis en Pharoah Sanders maar ook aan The Velvet Underground en Suicide. Verder gaf Mackowiak's nabijheid tot Canada hem ook toegang tot een divers scala aan radiostations, wat zijn muzikale opvoeding verrijkte. Jonathan Donahue groeide op met kinderplaten en luisterboeken, zoals De kleine prins, gelezen door Richard Burton, en
Tales of Witches, Ghosts And Goblins, gelezen door Vincent Price. Verder luisterde hij naar de muziek die op dat moment op de radiostations in de Catskills werd gedraaid, waaronder de eerste nummers van Bobbie Gentry. Jonathan Donahue en Sean Mackowiak werden al in hun kindertijd vrienden. De muziek die ze op dat moment in hun leven hoorden en de films die ze op dat moment zagen, had een enorme invloed op de nummers die ze samen als Mercury Rev zouden gaan maken. Een van de interesses die hen samenbracht was Blade Runner, zowel de film als de soundtrack van Vangelis. Ook de dynamiek van muziek uit Disneyfilms als Pinokkio, met een nummer als “When You Wish Upon a Star”, en de platen die hun ouders beluisterden, zoals Sketches of Spain van Miles Davis, musicalmuziek van Broadway en platen van Chet Baker en Modest Moessorgski, zouden van invloed zijn. Als tiener hield Jonathan erg van The Chameleons. Toen Mackowiak rond zijn 18de gitaar begon te spelen, ging zijn interesse al snel uit naar de open stemmingen van heel wat oude bluesmuzikanten alsook die van avant-garde gitarist Glenn Branca en Sonic Youth.

### Evolutie uitShady Crady
Midden jaren 80 studeerden Donahue en Mackowiak samen film en media aan de SUNY universiteit in Buffalo, New York. Rond 1986/1987 starten ze samen met een groep bevriende mediastudenten de groep Shady Crady. De oorspronkelijke bezetting was Dave Baker (zang), Jonathan Donahue (gitaar), Suzanne (Sue) Thorpe (fluit), Sean Mackowiak (bas) en Mike Huber (drums). Baker, Mackowiak en Donahue woonden samen en samen met de van hen onafscheidelijke Suzanne Thorpe groepeerden ze rond het radiostation van de campus, WRUB, waar Baker de leiding had.
De groep begon als een bron om soundtracks te creëren voor de persoonlijke studentenfilms van de leden. Ze werden geïnspireerd en aangemoedigd om hun talenten verder te verkennen door de minimalistische componist en experimentele cinematograaf Tony Conrad, die sinds 1976 op de afdeling Mediastudies aan de universiteit les gaf, alsook door Paul Sharits, een andere sterke figuur in de experimentele cinema, die er ook doceerde. Hun benadering van het medium film bracht Mackowiac en Donahue er toe om bizarre kortfilms te maken en deze te voorzien van een even bizarre soundtrack. Conrad, die zich in theorie had moeten beperken tot het praten over media en film, bracht hen ook in contact met het werk van o.a John Cage, Edgar Varèse, Erik Satie en Henry Cowell. Ook een andere professor aan de SUNY in Buffalo, beatgeneration schrijver Robert Creeley, die er poëzie en humane wetenschappen gaf, zou een grote invloed op hen uitoefenen en wordt later herhaaldelijk als een mentor genoemd. In deze periode ging Donahue verder met Mackowiak en Thorpe naar een concert van de Indische sarod-speler Amjad Ali Khan, waarbij de drone van de begeleidende tanpura zijn eerste live-ervaring met dronemuziek was. Die ervaring veranderde van de ene op de andere dag zijn manier van muziek schrijven. Het ontdekken van de hypnotiserende, zeer mantra-achtig muziek van Terry Riley was vervolgens ook nog keerpunt.
Shady Crady evolueerde van een luide noiseband tot een experimenteel improviserend orkest dat live soundtracks speelde. Hierin leek het op wat Mercury Rev later, in de vroege jaren 90, werd, maar met wat meer rockinvloeden, vooral van Sonic Youth, voor wie de band ook het voorprogramma verzorgde tijdens een optreden in Buffalo.
Rond 1987/1988 speelde de band verschillende shows in Buffalo en op verschillende plaatsen aan de Oostkust, meestal in alternatieve concertzalen en kunstgalerijen. Uiteindelijk werd Baker eruit gegooid vanwege persoonlijkheidsconflicten, voornamelijk met Mike Huber. Jonathan en Sean deelden vervolgens de zang. Eén van Sean's nummers, “Ice Flow,” zou later worden opgenomen (met Jonathan op zang) door Mercury Rev en uitgebracht op hun eerste album onder de titel “Sweet Oddysee of a Cancer Cell t‘ th’ Center of Yer Heart”. Enkele andere Shady Crady songtitels waren “Narnia Top Speed”, “Clamor”, en “Full Bloom”. ("Clamor" verscheen later op de rarities disc van The Essential Mercury Rev : Stillness Breathes 1991-2006.)
De band nam 8 à 9 nummers op in de 16-sporen studio van het college in Fredonia, New York. Mike Huber zorgde voor het geld voor de opname. Sean Mackowiak's jeugdvriend en tevens mede-universtiteitsstudent Dave Fridmann was geluidstechnicus en produceerde de nummers, als onderdeel van zijn thesis als muziekproductiestudent. Hahn Rowe van de New Yorkse band Hugo Largo hielp met de geluidstechniek en het mixen.
Ze verzonden her en der de demotape en kregen enkel wat interesse van een label uit het Verenigd Koninkrijk genaamd Jungle Records. Ze bleven nummers schrijven en om de paar maanden werd er steevast wel wat opgenomen met Fridmann aan de knoppen. Grasshopper werkte in een plasticfabriek en Jonathan gaf bloed en deed constructiewerk om studiotijd te kunnen bekostigen. Ook door als proefpersonen geneesmiddelen te testen werd er geld voor opnames verzameld. Een release kwam er echter niet van de opnames en de leden van de band ging dan ook vervolgens hun eigen weg.
Jonathan, die als hobyy concerten boekte, was bij een door hem georganisserd optreden van Butthole Surfers bevriend geraakt met de leden van het voorprogramma, The Flaming Lips. Kort erna ging hij bij hen aan de slag als bediener van hun bellenmachine en stroboscoop. Wat later werd hij zelfs ook even lid van hen als hoofdgitarist en vervoegde hij hen in Oklahoma. Hij introduceerde Dave Fridmann, hun latere vaste producer, aan hen en regelde ook studiotijd voor ze in Fredonia. Suzanne werkte ondertussen als verslaggeefster voor het College Media Journal (CMJ), Grasshopper werkte op de audio/video afdeling van een advocatenkantoor en Mike ging studeren in Minneapolis.
Jonathan Donahue verzond opnames van nummers als Syringe mouth en Chasing a Bee naar Sean Mackowiak die er wat boven op nam en de opname vervolgens terugstuurde. Zo gingen de tapes ook langs de andere leden en vormden zich stilaan nieuwe nummers.
Rond 1989 kwam het grootste deel van de band weer bij elkaar in New York. Mike Huber koos ervoor om in Minneapolis te blijven en werd op drums vervangen door Jimy Chambers, een actieve muzikant uit de Buffalo scene. Toen Huber weg was, kwam David Baker terug in de band. Sean stapte over op gitaar en Dave Fridmann voegde zich bij de band (die zich nu Mercury Rev noemde) en nam de bas over. Op tour met The Flaming Lips, waarbij Dave Fridman  het geluid deed, had Jonathan de naam Mercury Rev voor de band bedacht.
Het eerste werk van de omgedoopte band bestond uit het maken van soundtracks voor natuurshows die ze van TV hadden opgenomen. Deze nieuw opgenomen video's deden de ronde en bezorgden de band werk voor soundtracks voor onafhankelijke films, waaronder Lite-Brite van Howard Nelson en twee films van Marco Fogg, Sugardaddy Sea en Big Bird Watcher. Niet lang daarna nam de groep een demo op met de nieuwe nummers op een rolletje 35mm-film. Jungle Records bleef contact houden en tekende de band uiteindelijk bij hun nieuwe imprint, Mint Films. David Baker werd op basis van de nieuwe demo benaderd door Rough Trade voor een Amerikaans platencontract voor de band, hetgeen ze vervolgens ook tekenden.
Rond deze tijd begon Sean zich “Grasshopper” te noemen, een bijnaam uit zijn jeugd. Jonathan, die bij The Flaming Lips onder het pseudoniem “Dingus” speelde, koos ervoor om zijn echte naam te gebruiken bij Mercury Rev. David Baker verwees vaak naar zichzelf als “Shady”, vermoedelijk een eerbetoon aan de vroege band, en hij zou die bijnaam jaren later ook gebruiken als naam voor zijn soloproject.

### Yerself Is Steam
Gezien het feit dat beide muziekprojecten van Donahue ongeveer tegelijkertijd in Fredonia werden opgenomen, zijn er bepaalde gedeelde kenmerken, zoals een wervelende tornado van noise en melodie, die The Flaming Lips en Mercury Rev toen deelden. Sommige nummers op Yerself Is Steam werden opgenomen wanneer Jonathan en Dave even vrij hadden van de opnames van In a Priest Driven Ambulance van The Flaming Lips. Nummers als “Frittering' en 'Coney Island Cyclone' werden opgenomen met precies dezelfde opstellingen, met letterlijk dezelfde microfoon op precies dezelfde kickdrum. Dikwijls vond dit 's nachts plaats. Het grootste deel van Yerself Is Steam werd opgenomen van middernacht tot 8 uur 's ochtends.
De wispelturige kant van Mercury Rev was toen al duidelijk aanwezig. Baker was een paar keer uit de band gestapt vanwege onenigheid en er weer bijgekomen. De groep had een eindeloze parade van drummers die door de gelederen stroomden en Fridmann viel regelmatig in op bas. “Het maken van de plaat was zo gefragmenteerd en opgesplitst over zo'n lange periode; alles veranderde bij elke sessie,” zegt Fridmann. “Iedereen speelt verschillende instrumenten, er is geen vast idee van wat je moet doen, geen vaste zanger, geen echte leider. Ik leerde om op te nemen terwijl zij leerden om op te treden en te schrijven.”
Dat gevoel van een losjes samengestelde groep werd alleen maar versterkt door het duidelijke gebrek aan interesse van de muziekindustrie voor de nummers toen ze klaar waren. “We werden afgewezen door elk label waar ik onze opnames naartoe had gestuurd: Homestead, SST. Niemand was geïnteresseerd,” zegt Donahue. “We kregen niet eens afwijzingsbrieven; niemand nam ooit de moeite om terug te bellen. Eén klein label, Jungle in Groot-Brittannië, zei: 'We vinden het goed wat jullie doen, maar we weten niet wat het is' en gaf ons $1.000 om de plaat af te maken”
De plaat afmaken betekende de laatste paar nummers afmaken. Jimy Chambers was de laatste van de zes oorspronkelijke leden die op de plaat verscheen en een vriend van Donahue en Baker uit Buffalo, toen het duo zijn tienerpopband The Moment had gemanaged. Chambers was net afgestudeerd toen een telefoontje van Donahue hem naar Fredonia bracht voor de laatste sessies.
“Het was een totale "freak scene",” zegt Chambers. “Lang haar, polsbandjes, keiharde muziek, zoals ik nog nooit eerder had gehoord. We hadden de nummers misschien één keer gerepeteerd. Ik bracht het drumstel mee dat ik de afgelopen 10 jaar had gebruikt en ging er gewoon voor, op maximaal volume. Toen zei Fridmann: “Dat is te veel” en voor ik het wist stonden de andere bandleden rond mijn drumstel, namen stukken weg en dirigeerden me, met een koptelefoon op. Wat je hoort is dat ik niet weet wat ik moet doen en me heel ongemakkelijk voel.”
Na een tijd was Donahue's ongeschoolde methode om zijn muzikale ideeën aan de band over te brengen geëvolueerd naar een meer visuele vorm. Liedjes die feitelijk uit twee akkoorden, E en A, bestaan, werden op grote panelen uitgeschreven als een avant-garde componist: afbeeldingen van wolkbreuken en een gigantische ketel die kookt. "Fridmann lachte zich rot als ik deze gigantische paarse-crayon-diagrammen uitspreidde, maar het was de enige manier die ik kende om een overzicht te creëren voor een nummer dat 11 minuten lang was.”
Er zijn uitgestrekte klanktapijten met klassiek geïnspireerde “movements” (“Sweet Oddysee Of A Cancer Cell t‘ th’ Center Of Yer Heart”), korte uitbarstingen van punkenergie  (“Syringe Mouth, ‘ ’Coney Island Cyclone”), een openingsnummer met afwisselend Baker's dromerige rijmende zang en Donahue's meezingrefrein (“Chasing A Bee”), lang uitgesponnen nummers (“Blue And Black,” een compositie over Buffalo's strenge winters die zes minuten duurt; evenals “Frittering“, een van de eerste kenmerkende dromerige nummers van de band, dat bijna negen minuten duurt). Het zich langzaam ontvouwende slotnummer bevat zwaar bewerkte gitaren, griezelig sluipende fluiten en teksten die een man uit David Baker's stad portretteren die heel onopvallend en vriendelijk was maar een paar jaren later een psychopatische moordenaar bleek te zijn (”Very Sleepy Rivers"). Fridmann verweef op zijn beurt vuurwerk, brandblussers en zelfs het koffiezetapparaat van de studio in het alchemistische brouwsel.
De titel Yerself Is Steam is een poëtische mondegreen van de uitdrukking “your self-esteem” (je eigenwaarde), en is ontleend aan een terugkerende tekst in openingstrack “Chasing a Bee”. De plaat werd, zoals ze eerder al hadden gedaan, op 35mm-film opgenomen. Grassshopper, een liefhebber van experimentele cinema, beweerde dat het geluid er warmer door werd. Het hoesontwerp kwam van Jon Mooneyham die op dat moment samen met Jonathan Donahue in The Flaming Lips speelde. De achterkant van het album geeft opzettelijk de lengte van de nummers verkeerd weer.
Jungle bracht de plaat op 14 mei 1991 uit in Europa op hun sublabel Mint Films en in de Verenigde Staten kwam ze uit op Rough Trade. Enkele weken na de release van de LP ging de Amerikaanse tak van Rough Trade failliet, waardoor er geen hoop meer was op een goede distributie of promotie. De bandleden keerden terug naar hun dagelijkse routines. Donahue en Fridmann hernamen hun respectievelijke rollen in The Flaming Lips; Grasshopper en Chambers voegden zich bij hun vriend Dean Wareham in een vroege versie van Luna, Baker verhuisde naar Baltimore en Thorpe verhuisde naar New York. Maar maanden later kreeg Chambers een verrassend telefoontje waarin hij hoorde dat er plotseling interesse was voor Mercury Rev. “De opname was in wezen een one-night stand in Fredonia, en een jaar later bevond ik me in het epicentrum van dit enorme gebeuren, met het label dat belde en vroeg of we vrij waren om wat shows te spelen in Groot-Brittannië. Ik praatte negen maanden met niemand en dan was er plots een baby".
De essentiële uitdaging was dat Mercury Rev tot nu toe grotendeels alleen een opnameproject was geweest. Mint Films had het eindproduct met succes gepresenteerd aan de media in Groot-Brittannië, die enthousiast reageerden op de excentrieke mix van hoogte- en dieptepunten. Toen de schrijvers van Melody Maker besloten dat het tijd was om een bezoek te brengen aan de Verenigde Staten om de band in levende lijve te aanschouwen, ontstond er een kleine golf van paniek toen de leden voor het eerst een liveshow met de afgewerkte nummers probeerden op te zetten.
“In de studio wisselden we voortdurend van instrument,” zegt Grasshopper. “Ik drumde, Jimy of Suzanne speelde bas. Maar live konden we dat niet echt doen. Dus moesten we de partijen leren die ieder van ons speelde, onszelf aanleren hoe we deze studio-creaties live moesten spelen. We hadden de Brian Eno 'studio als instrument'-benadering gekozen om deze nummers te maken, en dan hadden we zoiets van 'dat is gek, ik kan me niet eens herinneren dat ik dat gespeeld heb'.”
De eerste show van Mercury Rev was voor een klein publiek in Fredonia in een plaatselijke club genaamd BJs. Zelfs het eigen label omschreef het als een “hit or miss affaire”, wat niet verwonderlijk is als je je voorstelt dat een band zijn materiaal uitwerkt voor een live publiek. Des te verrassender zijn de tweede, derde en vierde optredens van de band. Nadat ze door Mint Films naar Groot-Brittannië waren gestuurd om de plaat verder te promoten, speelde Mercury Rev de tent plat in een club genaamd de Mean Fiddler in Londen (voor een publiek dat grotendeels bestond uit journalisten en andere leden van de muziekindustrie, wat de hypemachine nog verder aanwakkerde). Dit resulteerde in een uitnodiging om twee weken later voor duizenden mensen op het Reading Festival te spelen, waar dat weekend ook Nirvana werd geïntroduceerd bij een groot Brits publiek.
Het volgende optreden van de band was op de Yale-universiteit in het voorprogramma van Bob Dylan; letterlijk hun vierde optreden ooit als Mercury Rev.
Deze eerste optredens kregen heel uiteenlopende reacties en vertoonden spanningen tussen Baker en de rest van de groep.
“Car Wash Hair” werd na het album als single uitgebracht en is op de Amerikaanse heruitgave van 1992 door Sony (die hen na het wegvallen van Rough trade had opgepikt) ook als verborgen extra nummer 99 op de CD te vinden. Dean Wareham van Galaxie 500 maakte een gastoptreden op “Car Wash Hair” en hielp bij de opname, naar verluidt nadat bassist en technicus Dave Fridmann het voorschot van de platenmaatschappij om de plaat af te maken aan een vakantie naar Bermuda voor zijn moeder had uitgegeven.
Uiteindelijk zou Yerself Is Steam en de ondersteunende tour resulteren in een contract bij een groot label, Columbia, voor de Amerikaanse markt.
In 1992 bracht Mint Films een heruitgave uit met een bonus LP/CD getiteld Lego My Ego. De titel is een parodie op een slogan van Eggo wafels uit 1972 "Leggo My Eggo". De titel komt ook voor in een stukje ingesproken tape aan het begin van “Frittering”, waar een muzikant tegen een andere muzikant “let go of my fucking ego” zegt nadat ze hem vertellen hoe hij een nummer moet spelen. De bonusdisc bevat enkele singles (met o.a. een cover van If You Want Me to Stay van Sly and the Family Stone), een radiosessie, een nummer dat ze maakten voor de film “Moonbuggy” (1990) van  Howard Nelson en live-materiaal, waaronder een cover van Shhh/Peaceful van Miles Davis. Er werd in 1992 in Engeland verder nog getourd met Ride, The Verve en The House of Love.
Yerself Is Steam' werd vele jaren later gekozen als 16de beste in Pitchfork's Best Shoegaze Albums of All Time
Begin 1993 verschijnt de single The Hum Is Coming From Her waarop de groep op de A-kant als het Mercury Theremin Sextet experimenteert. Op de B-kant So There (As read by Robert Creeley) begeleiden ze als het Mercury Rev Orchestrata poëet Robert Creeley, die zijn gedicht met dezelfde titel voorleest.

### Boces
Om hun tweede album te maken, richtte Mercury Rev een studioruimte in een schuur in en verzamelde het samples van uiteenlopende locaties zoals Times Square en NASA's Cape Canaveral om het dichte, levendige geluid van de muziek extra vorm te geven. De spanningen binnen de band hielden echter aan; verschillende popsongs die Donahue had geschreven werden geschrapt of aangepast zodat ze beter bij Baker pasten. Naast de hoofdleverancier van nummers, Donahue, brachten ook de andere 5 leden ideeën aan die dan vervolgens door de anderen werden bewerkt. Het democratische proces ging zo ver dat degene die het nummer had aangebracht de bewerkingen van de anderen niet kon overrulen. Drummer Jimy Chambers hield erg van 60s muziek; Dave Fridmann kwam meer van een jazz-achtergrond en draaide veel Steely Dan. Suzanne Thorpe wilde met haar fluit dan weer tegenwicht bieden aan de gitaren. Door de veelheid van ideeën die zo werden samengesmolten, is het nog meer dan Yerself Is Steam een rollercoaster van een plaat.
Het Amerikaanse platencontract met major label Columbia leidde niet tot het maken van een major label plaat. Columbia gaf ze alle vrijheid en het was ook niet hun bedoeling om een minder vrije weg in te slaan.
De plaat werd vernoemd naar een programma voor speciaal onderwijs in New York (De afkorting van Boards of Cooperative Educational Services).
Er werd een video voor de single “Something for Joey” opgenomen met pornoster Ron Jeremy, maar de suggestieve space-age sexcapades en visuele dubbele bodems van de clip maakten mainstream airplay moeilijk.
Boces werd op 1 juni 1993 in Europa en Engeland uitgebracht op het Beggars Banquet-platenlabel.
In de Verenigde Staten maakte Mercury Rev die zomer deel uit van het rondreizende Lollapalooza festival, een festival waar ze uiteindelijk te extreem voor bleken. Dit kwam tot een climax in het Fiddler's Green Amfitheater in Greenwood Village in Colorado, waar Mercury Rev tussen een man die jongleerde met kettingzagen en de band Tool speelde. Zoals de meeste van hun sets uit die tijd bereikte hun optreden een hoogtepunt met een uitgebreide jam op “Very Sleepy Rivers”, het psychedelische nummer dat hun debuutalbum Yerself Is Steam uit 1991 afsluit. Maar waar het nummer de band normaal gesproken de gelegenheid gaf om 15 minuten lang voluit los te gaan, werd hun lawaaibad op deze dag ruw onderbroken: Nadat het volume op het podium plotseling daalde, merkte de band dat hun geluidsman door de beveiliging met geweld van het podium werd getrokken, waardoor de set abrupt eindigde.
Het bleek dat de burgemeester van Denver over het Lollapalooza terrein aan het wandelen was en op de set van Mercury Rev stuitte. Hij was zo getraumatiseerd door wat hij hoorde, dat hij een onmiddellijke stopzetting eiste. Volgens hem klonk de band “als een bus die niet meer onder controle te houden was” en zonder dat hij het wist, gaf de burgemeester een scherpzinnig stukje muziekkritiek. In hun beginjaren klonk Mercury Rev echt als een slingerende bus op weg naar een brandende crash, waarbij de helft van de mensen aan boord verwoed met elkaar aan het vechten was om de macht over het stuur en de andere helft achterin vergeetachtig kinderliedjes zat te zingen.
In de verenigde Staten werd verder nog getourd met Porno for Pyros en in Engeland met Spiritualized.
Na de tour werd David Baker gevraagd om de band te verlaten. Jonathan zei hier later over: "Er waren veel persoonlijkheidsconflicten tussen hem en sommigen van ons, en het leek erop dat het niet productief meer werd om muziek te maken. Het was te moeilijk.” Blijkbaar staat hij op vriendschappelijke voet met de band en ontmoet hij ze als ze in zijn thuisstad Chicago spelen. In 1994 kwam hij onder de naam Shady met een soloplaat, opgenomen met leden van The Boo Radleys, Rollerskate Skinny en St. Johnny.
Dave Fridmann bleef aan boord bij Mercury Rev maar stopte met toeren met de band in 1993 om meer tijd te kunnen besteden aan zijn andere bezigheid, als producent. In 1994 ontwikkelde hij de Tettix Wave Accumulator, een zelfgemaakte toongenerator gemaakt van oscillatoren, filters en golfvormmanipulatoren, die een volgende evolutie inluidde en al snel te horen zou zijn op nieuw werk van de band.
Eind 1994 verschijnt de single Everlasting Arm / Dead Man (As read by Alan Vega) met op de A-kant een nummer dat in de late zomer van het volgende jaar ook op hun volgende album zou verschijnen. Op de B-kant staat een 34 minuten durend nummer met 10 minute spoken word door Alan Vega (van de New Yorkse band Suicide) begeleid door Mercury Rev en verder 24 minuten oude opnames van de 3 à 4-jarige Jonathan Donahue met zijn ouders.

### See You on the Other Side
Na het nogal chaotisch gerealiseerde Boces deelden Donahue en Grasshopper samen een appartement waar ze in een hervonden rust begonnen te schrijven aan "See You on the Other Side". Zonder David Baker werd het realiseren van hun muzikale ideeën makkelijker en dit leidde tot een over het algemeen rustigere plaat. De eerste nummers lijken nog het meest op de periode daarvoor maar gaandeweg worden de nummers serener. “See You on the Other Side” bewijst dat de groep niet minder inventief werd met het verstrijken van de tijd. De plaat mengt zoals voorheen veel invloeden, waaronder jazz, punk, psychedelische rock, pop uit de jaren 60, progrock, blues en Tin Pan Alley maar er werd subtieler te werk gegaan. In dat opzicht is de plaat een stap richting de meer georkestreerde, zachte en weelderige arrangementen die zouden volgen.
De titel komt van een zin die Dave Fridmann steeds backstage zei net voor ze het podium opgingen. De albumhoes komt van een reclamefilmpje van 7up uit 1975 met de titel “Uncola.” Op de achterkant van het album staat een foto van Donahue die een revolver laadt.
De redelijk vlot klaar geraakte plaat verscheen op 19 September 1995. Britpop vierde op dat moment hoogtijdagen met Oasis, Blur en Pulp. De groep voelde zich steeds meer vervreemd van de omringende muziekscene en er was weinig promotie rond de plaat door de platenmaatschappij. Het album bereikte hierdoor nooit de oren van een groot publiek. De verkoopcijfers van de plaat waren dan ook een stuk lager dan die van zijn twee voorgangers.
In Europa tourde Mercury Rev voor het album met een rondtrekkend festival van hun label Big Cat en deelden ze daarbij het podium met Pavement, Heather Nova, Dirty Three, Shudder to Think, Blumfeld, Lotion en Crowsdell. In het Verenigd Koninkrijk speelden ze met Blumfeld en Know Nothing in het voorprogramma van Pavement. Voor de liveband werden ze vervoegd door toetsenist Adam Snyder en de broers Jason en Justin Russo van de psychedelische rockband Hopewell (respectievelijk als bassist en toetsenist).
In oktober 1995 werd er een geimproviseerd, voornamelijk instrumentaal album uitgebracht onder de groepsnaam Harmony Rockets, getiteld Paralyzed Mind of the Archangel Void.
Toen het touren rond de plaat eindigde, dreigde de band uit elkaar te vallen. Ze hadden schulden, zowel hun manager als hun drummer, Jimy Chambers, vertrokken en teleurgesteld in hun platenmaatschappijen vroegen ze om hun contracten te verbreken. Donahue en Grasshopper worstelden met drank-, drugs- en relatieproblemen. Donahue raakte in een depressie en trok zich grotendeels terug uit de muziekwereld. Grasshopper verbleef zes maanden in een jezuîetenklooster. In die periode hadden ze geen contact meer met elkaar.

### Deserter's Songs
Hoewel geliefd door fans en door Donahue beschouwd als zijn beste werk, was ""See You on the Other Side" veel minder successvol. Een paar jaar lang leek het erop dat de teleurstelling hierover het einde zou betekenen voor Mercury Rev. Misschien was dat ook wel zo geweest, ware het niet dat The Chemical Brothers, die grote fan waren van Mercury Rev,  voor het laatste nummer van hun tweede studioalbum, Dig Your Own Hole, zich wendden tot Jonathan Donahue voor een samenwerking. Jonathan Donahue bevond zich op een dieptepunt in zijn leven. De groep was uit elkaar gevallen en ieder was zijn eigen weg gegaan.  Donahue trok zich terug in een hut in de Catskill Mountains om zijn wonden te likken. In die tijd begon hij weer te luisteren naar een aantal platen waar hij als kind altijd naar luisterde, zoals de luisterboeken Tale Spinners for Children, een verzameling gesproken sprookjes op klassieke muziek. Geïnspireerd door deze stukken begon hij eenvoudige melodieën op de piano te componeren en deze op te nemen. Toen The Chemical Brothers hem contacteerden was hij compleet verrast dat zo'n populaire groep zich niet alleen Mercury Rev herinnerde maar ook met hen wilde samenwerken aan een nummer. Het werk aan het nummer “The Private Psychedelic Reel" leidde er toe dat hij Grasshopper opnieuw contacteerde. Hij liet hem enkele vroege demo's horen. Grasshopper hield van wat hij hoorde, voegde zich bij Donahue in de Catskills en de twee begonnen te werken aan de nummers die het album Deserter's Songs zouden vormen. Grasshopper had zes maanden in een jezuïetenklooster in de staat New York doorgebracht "om zijn hoofd leeg te maken". “Het was een zeer verhelderende ervaring en het kan een katalysator zijn geweest om de muziek te beperken. Nadat ik eruit kwam had ik de Zen-aanpak ontwikkeld van niet de hele tijd te spelen, maar alleen te spelen op bepaalde intervals.” Geen van beiden wist op dat moment dat deze nieuwe paden, afzonderlijk bewandeld door Donahue en Grasshopper, van invloed zouden zijn op hoe ‘Deserter's Songs’ uiteindelijk zou klinken.
In die tijd kwam Donahue in een plaatselijke winkel regelmatig twee van de oorspronkelijke leden van The Band tegen, multi-instrumentalist Garth Hudson en drummer Levon Helm, die blijkbaar allebei in de buurt woonden. Tijdens de tournee van See You On The Other Side had Mercury Rev covers van The Band in hun set verwerkt. Op een dag benaderde hij hen: ’We zijn een band waar jullie nog nooit van gehoord hebben en we hebben een paar eigenaardige liedjes. Willen jullie langskomen en erop spelen?” Ze gingen akkoord en Helm speelde uiteindelijk drums op “Opus 40” terwijl Hudson alt- en tenorsaxofoon bijdroeg op “Hudson Line”. De muziek van The Band zou ook een directe invloed hebben op hoe het album klinkt.
Deserter's Songs werd, door de recente omstandigheden die de groep en zijn leden ontglipten, in zekere zin een conceptalbum over afscheid nemen (of weglopen, zoals Donahue het liever omschrijft). Er wordt het idee geoppert dat het verdriet van het verlaten van geliefden, huizen, vrienden, de planeet of zelfs gewoon een rockscene die je niet begrijpt altijd wordt gecompenseerd door de met angst samengaande vreugde van naderende verandering, van de zoektocht naar avontuur en nieuwe mogelijkheden. De situatie waarin Mercury Rev zich bevond na het laatste album en de relatieproblemen die Donahue en Grasshopper in die periode hadden gehad, droegen hieraan bij. Drie nummers van de plaat zijn 'filmische' instrumentale intermezzo's, scènes uit oude 8mm-films met een soundtrack van drones, orgels, strijkzagen en piano. Het hele album heeft mede hierdoor een sterk filmisch gevoel. Het visuele aspect is tevens aanwezig in de teksten van Deserter's Songs. Het thema “ogen” doorkruist het album. Teksten over ogen, de “nieuwheid” van het zien, het corrigeren van visie of het vernietigen ervan, dragen bij aan de kinderlijke verwondering die de liedjes vertonen.
De band liet enkele nummers horen aan The Chemical Brothers, die ze aanprezen bij iedereen die maar wilde luisteren. Uiteindelijk kreeg de Britse platenmaatschappij V2 de tapes in handen en stemde erin toe om de rest van het album te financieren. Dit betekende dat de band gebruik kon maken van de dure Tarbox Road studio van producer, oorspronkelijk lid en bassist Dave Fridmann. Ze kozen voor meer weelderige arrangementen en begonnen de nummers in te kleden met strijkers, hoorns, houtblazers, een zingende zaag en hobo's in plaats van met gedistorte gitaren, wat resulteerde in een meer klassiek geluid met behoud van een psychedelisch tintje. In een periode van twee maanden werden alle strijkers- en blazerspartijen opgenomen. Er werd weer opgenomen op 35mm-film, een hoogst ongebruikelijke zet in deze tijd, maar wel een die de plaat nog een extra droomachtige laag en een filmische kwaliteit gaf.  Deserter's Songs werd uitgebracht op 29 september 1998. De groep verwachtte niet dat het album veel oren zou bereiken. Ze maakten ze met de gedachte dat niemand ze zou horen, behalve zijzelf. Het moest hun afscheidsalbum worden. De mond-tot-mondreclame verspreidde zich echter snel, vooral in het Verenigd Koninkrijk, waar het album goed verkocht en uiteindelijk door Uncut, NME en andere muziekbladen werd uitgeroepen tot Album van het Jaar. Deserter's Songs werd in 2006 ook opgenomen in het boek 1001 albums die je moet horen voor je dood gaat.
Zowel Suzanne Thorpe als Jimy Chambers verlieten Mercury Rev na de opnames van het album. 
Er werd bijna een jaar ter promotie van Deserter's Songs getourd. In de Verenigde Staten met o.a. The Jesus and Mary Chain, The Paradise Motel, Sparklehorse en in het voorprogramma van R.E.M.. In het Verenigd Koninkrijk met Bob Mould en The Flaming Lips. Voor de tournees keerden de gebroeders Russo en Adam Snyder terug. Jeff Mercel, die op Deserter's Songs had gespeeld, kwam er ook bij als toerende drummer, en zou al snel een volwaardig bandlid worden. Suzanne Thorpe zou terugkeren als gastspeelster voor het album All is Dream maar zich daarna concentreren op academisch onderzoek en zich ontpoppen als Deep Listening-instructeur, universitair docent en elektro-akoestisch improvisator, en ook deel uitmaken van de “piraten-punk” band The Wounded Knees. (met o.a. Jimi Shields, de broer van Kevin Shields van My Bloody Valentine). Thorpe keerde ook terug voor occasionele reünies van het Harmony Rockets project, waaronder één op het All Tomorrow's Parties festival in Engeland in 2009. Jimy Chambers zou later de band Odiorne vormen.
In mei 2011 werd Deserter's Songs heruitgegeven met een 2de cd met demo's en zeldzame versies. Een gelimiteerde oplage van deze re-release werd nog voorzien van een derde cd met een concert dat de band in 2005 in Schotland gaf Voor de echte liefhebbers was er ook een volledig instrumentale editie van het album verkrijgbaar. In dezelfde periode organiseerde de band ook een reeks concerten op locaties door heel Europa waarin het hele album live werd uitgevoerd.
Ook in 2018, bij de 20ste verjaardag van het album, werd er opnieuw rond de plaat getourd.
Het nummer “Holes” werd gebruikt in de film Panic uit 2000, met in de hoofdrollen William H. Macy en Neve Campbell, en in de film Sing 2 uit 2021.
“Opus 40” verscheen op de soundtrack van de film Love and Monsters uit 2020.

## Bandleden
Huidige leden
- Jonathan Donahue – zang, gitaar (1989–heden)
- Sean "Grasshopper" Mackowiak – gitaar, toetsen, clarinet, zang, Tettix Wave Accumulator (1989–heden)
- Marion Genser – toetsen (2021–heden)
- Jesse Chandler – toetsen, saxofoon, fluit (2014–heden)

Huidige tourmuzikanten
- Chris Heitzman – bas (2021–heden)
- JB Meijers – gitaar, flügelhorn (2018; 2024–heden)
- Joe Magistro – drums (2024–heden)

Voormalige leden
- David Baker – zang (1989–1993)
- Suzanne Thorpe – fluit (1989–1999)
- Dave Fridmann – bas (1989–2001; enkel in studio na 1993), producer (1989–2008)
- Jimy Chambers – drums (1989–1999)
- John DeVries – bas (1993)
- Gerald Menke – bas (1993)
- Justin Russo – bas (1994–2001)
- Jason Russo – toetsen (1995–2001)
- Adam Snyder – toetsen (1995–2000)
- Jeff Mercel – drums, piano (1998–2008; 2011 tour)
- Michael Schirmer – toetsen (2001–2002)
- Paul Dillon – bas (2001–2002)
- Carlos Anthony Molina – toetsen (2001–2002), bas (2004–2016)
- Jason Miranda – drums (2005–2016)
- Don McGreevy – drums (2021–2023)

## Discografie

### Albums
- 1991 - Yerself Is Steam
- 1993 - Boces
- 1995 - See You on the Other Side
- 1998 - Deserter's Songs
- 2001 - All Is Dream
- 2005 - The Secret Migration
- 2008 - Snowflake Midnight
- 2015 - The Light In You
- 2019 - Bobby Gentry's the Delta Sweet Revisited
- 2024 - Born Horses

### Compilaties
- 1992 - Lego My Ego (compilatie van 2 singles, een Peel session, een live track en een nummer dat ze maakten voor een film)
- 2006 - The Essential Mercury Rev: Stillness Breathes 1991-2006
- 2009 - The Peel Sessions (alle 5 Peel sessions, uit 1991, 1993, 1995, 1999 en 2001)

### Soundtracks
- 2006 - Hello Blackbird (A Soundtrack by Mercury Rev) (hoofdzakelijk instrumentale soundtrack van de film Bye Bye Blackbird)

### Singles en ep's
- 1991 - Car Wash Hair
- 1992 - If You Want Me To Stay (cover van Sly and the Family Stone))/The Left-Handed Raygun of Paul Sharits (Retirement Just Like That) 7"
- 1992 - Chasing A Bee
- 1993 - The Hum Is Coming From Her/So There (As read by Robert Creeley)
- 1993 - Bronx Cheer
- 1993 - Something For Joey EP
- 1994 - Everlasting Arm/Dead Man (As read by Alan Vega) (van Suicide)
- 1995 - Young Man's Stride
- 1998 - Goddess On A Hiway
- 1998 - Delta Sun Bottleneck Stomp
- 1999 - Opus 40
- 1999 - Holes
- 2001 - Nite and Fog
- 2001 - The Dark is rising
- 2002 - Little Rhymes
- 2004 - In a Funny Way
- 2005 - Accross Yer Ocean
- 2005 - Secret for a Song
- 2008 - Senses on Fire
- 2008 - Butterfly's Wing
- 2008 - Remixes (van Senses on Fire en Butterfly's Wing)
- 2015 - The Queen of Swans
- 2015 - Are You Ready?
- 2015 - Rainy Day Record / Life Inside 7"
- 2019 - Sermon (met Margo Pierce)
- 2019 - Big Boss Man (met Hope Sandoval)
- 2019 - Okolona River Bottom Band (met Norah Jones)
- 2019 - Tobacco Road (met Susanne Sundfør)/Jesseye' Lisabeth (met Phoebe Bridges)
- 2019 - Louisiana Man (met Erika Wennerstrom)
- 2024 - Patterns
- 2024 - Ancient Love
- 2024 - A Bird of No Address

### Andere speciale releases
- 1999 - untitled (mini-album met covers)
- 2006 - Back to Mine: Mercury Rev (door de band geselecteerde nummers van groepen die hen beinvloedden, met ook een eigen exclusief nieuw nummer "Cecilla's Lunar Expose")
- 2008 - Strange Attractor (gratis downloadbaar instrumentaal zusteralbum van Snowflake Midnight) (29 september 2008)
- 2013 - Inner Autumn Outer Space (een 46 minuten durende trip door de ruimte)

### Nummers op coveralbums
- 2002 - Isolation (Instant Karma - A Tribute to John Lennon)
- 2004 - Blue Clouds (The Late Great Daniel Johnston: Discovered Covered)

## Harmony Rockets
Harmony Rockets is het experimentele zijproject van Jonathan Donahue, Grasshopper en Suzanne Thorpe. Ook andere leden van de band spelen op sommige platen mee.
- 1995 - Paralyzed Mind of the Archangel Void (41 minuten hoofdzakelijk instrumentale improvisatie, live opgenomen in het Rhinecliff Hotel in 1994))
- 1997 - I've Got a Golden Ticket EP (met een cover van de titelsong uit de film Willy Wonka & the Chocolate Factory)
- 2012 - The Crawling Journey of the Serpents of Starry Light (1 nummer van 26:56 min, live in NYC in 2007)
- 2012 - Angels are Spirits, Flames of Fire (1 nummer van 40:32 min, live in Oslo)
- 2016 - Live at Vassar College '94 (1 nummer van 40:52 min)
- 2018 - Lachesis/Clotho/Atropos (met speciale gast Peter Walker(1) en verder Jesse Chandler (Midlake), Nels Cline (van Wilco), Martin Keith en Steve Shelley (van Sonic Youth))

(1)Gitarist Peter Walker, die al lange tijd in Woodstock woont, nam eind jaren zestig twee albums op voor het Vanguard-label in een stijl die het best omschreven kan worden als Amerikaanse folk-raga. Hij studeerde bij Ravi Shankar en Ali Akbar Khan en was de muzikaal leider van Dr. Timothy Leary, die muziek organiseerde voor de “vieringen” van de LSD-voorstander. Hij was ook goed bevriend met medebewoner van Woodstock, de overleden folkzangeres Karen Dalton, en hielp mee aan de productie van Remembering Mountains : Unheard Songs by Karen Dalton (Tompkins Square), met onopgenomen composities van Dalton die tot leven worden gewekt door Sharon Van Etten, Patty Griffin, Lucinda Williams en anderen.

## Andere projecten van de (ex-)leden
Jonathan Donahue
- Shady Crady (eind jaren 80, voor Mercury Rev, met David Baker, Grasshopper en Suzanne Thorpe)
- The Flaming Lips (1989-1991) (op albums In a Priest Driven Ambulance en Hit to Death in the Future Head)
- Harmony Rockets (1995-heden)

Sean "Grasshopper" Mackowiak
- The People's Front (vroege en midden jaren jaren 80)
- SugarFix (midden jaren 80)
- Shady Crady (eind jaren 80, voor Mercury Rev, met David Baker, Jonathan Donahue en Suzanne Thorpe)
- Sunny in Chernobyl (midden jaren 80)
- Pokalon (midden jaren 80)
- St. Johnny (1989-1990)
- Harmony Rockets (1995-heden)
- Grasshopper and the Golden Crickets (1998) (album Orbit of Eternal Grace)
- Five Dollar Priest (2011-2014)

Jesse Chandler
- Vic Juris Trio (2004)
- Mário Franco Quintet (2006)
- Midlake (2006-heden)
- BNQT (2017)
- Pneumatic Tubes (2020-heden)
- Belbury Poly (2023)

David Baker
- Shady Crady (eind jaren 80, voor Mercury Rev, met Jonathan Donahue, Grasshopper en Suzanne Thorpe)
- Shady (1994)
- Variety Lights (2012)

Suzanne Thorpe
- Shady Crady (eind jaren 80, voor Mercury Rev, met David Baker, Jonathan Donahue, Grasshopper)
- Harmony Rockets (1995-heden)
- thenumber46 (2009)

Dave Fridman
- The People's Front (midden jaren 80)
- Grand Mal (1997-2007)
- Captain Bringdown and The Buzzkillers (2003-2004)

Jimy Chambers
- The Moment (1986)
- Odiorne (2000-2009)

## Optredens in België
- 29/06/1991: Rock Herk, Herk-De-Stad (geprogrammeerd maar Mercury Rev kwam niet opdagen)
- 03/12/1991: Ancienne Belgique, Brussel
- 27/06/1992: Rock Herk, Herk-De-Stad (geprogrammeerd maar Mercury Rev kwam niet opdagen)
- 01/03/1993: VK, Brussel
- 11/06/1995: Luna Theater, Brussel  (Big Cat records festival met Pavement, Heather Nova, Dirty Three, Shudder To Think, Blumfeld, Lotion en Crowsdell)
- 07/07/1995: Dour festival, Dour
- 23/01/1999: De Nachten, Antwerpen
- 02/07/1999: Rock werchter, Werchter
- 23/08/2001: Pukkelpop, Hasselt
- 07/11/2001: De Vooruit, Gent (met Nicolai Dunger)
- 29/06/2002: Rock Werchter, Werchter
- 06/11/2004: Music In Mind festival, Brugge
- 24/11/2004: Vorst Nationaal, Brussel (voorprogramma van Nick Cave and the Bad Seeds)
- 07/06/2005: Les Nuits Botanique - Koninklijk Circus, Brussel (met Brendan Benso en Satellite City)
- 14/07/2005: Dour festival, Dour
- 10/08/2005: Lokerse Feesten, Lokeren (met The Cure, Cranes en Hermanos Inglesos)
- 18/11/2005: De Velinx, Tongeren
- 20/11/2005: De Vooruit, Gent
- 14/07/2006: Dour festival, Dour
- 26/08/2007: Feest in het Park, Oudenaarde
- 14/08/2008: Pukkelpop, Hasselt
- 24/11/2008: Ancienne Belgique, Brussel (met Howling Bells)
- 17/07/2009: Dour festival, Dour
- 19/07/2009: OLT Rivierenhof, Deurne (met St. Vincent)
- 29/07/2010: Tuin Museum M, Leuven (met The Bear that Wasn't)
- 20/11/2010: Crossing Border festival, Antwerpen
- 22/05/2011: Les Nuits Botanique, Botanique, Brussel (met The Walkmen)
- 02/08/2013: M-idzomer festival, Leuven
- 12/07/2014: DOK Arena, Gent (met Ken Stringfellow)
- 08/11/2015: Botanique, Brussel (met Nicole Atkins)
- 14/04/2018: Little Waves festival, Genk
- 23/06/2023: Great Gigs in the Park, Sint-Niklaas (met Light Speed)
- 12/11/2024: Het Depot, Leuven (met Nina Savary)
- 22/03/2025: OM, Seraing (met Nicolai Dunger)
- 23/03/2025: Wilde Westen, Kortrijk (met Nicolai Dunger)

## Optredens in Nederland
- 08/12/1991: Melkweg, Amsterdam
- 28/02/1993: Melkweg, Amsterdam
- 12/06/1995: Paradiso, Amsterdam  (Big Cat records festival met Pavement, Shudder To Think, Blumfeld, Lotion, Crowsdell en Dirty Three)
- 07/02/1999: Vera, Groningen
- 08/02/1999: Melkweg The Max, Amsterdam
- 01/07/1999: Nighttown, Rotterdam
- 26/10/2001: Crossing Border festival, Amsterdam
- 20/04/2002: Paradiso, Amsterdam
- 24/06/2002: Oosterpoort, Groningen
- 30/06/2002: Tivoli, Utrecht
- 23/11/2004: Heineken Music Hall, Amsterdam (voorprogramma van Nick Cave and the Bad Seeds)
- 08/06/2005: Paradiso, Amsterdam (met Robin Proper-Sheppard - Sophia)
- 19/11/2005: Crossing Border festival, Den Haag
- 22/11/2008: Paradiso, Amsterdam (met Howling Bells)
- 16/07/2009: Tivoli, Utrecht (met St. Vincent)
- 19/11/2010: Crossing Border festival, Den Haag
- 24/05/2011: Paradiso, Amsterdam (tour rond heruitgave Deserter's Songs)
- 18/09/2015: Incubate festival, Tilburg
- 28/01/2017: Tivoli, utrecht
- 11/11/2024: Tolhuistuin, Amsterdam (met Nina Savary)